# Маралал
Маралал — невелике ринкове місто, розташоване в горах на півночі Кенії, на схід від плато Лороґі у округу Самбуру. Місто є адміністративним центром для народності самбуру. Населення міста — 16 281 (перепис 1999 р.). Першими жителями в 1920-х роках були сомалійські переселенці.

## Туризм
Неподалік від міста розташований мисливський заповідник Маралал. Місто також є туристичною базою для екскурсій в буш, рафтингу та поїздок на верблюдах. Крім того, місто відоме перегонами на верблюдах, у нбому проводиться відоме Маралальське верблюже дербі, яке проводить компанія Yare Safaris.
До 2016 року в місті проходило міжнародне дербі верблюдів, але воно перестало функціонувати насамперед через кривду іноземних туристів, що заперечували проти зловживань тваринами. Туристичні заходи в Маралалі сповільнилися, і місто є переважно базою для пригодних мандрівників, що прямують до озера Туркана, десь 12 годин подорожі автомобільною дорогою на північ.

## Транспорт
Головною дорогою до Маралалу є незабруднений C78, який йде на Схід і з'єднується з мощеною дорогою А2 від Ісіоло до Марсабіта. Однак тривають роботи на новій асфальтованій магістральній дорозі, що йде на південь від Маралалу; ця нова дорога формату А4 (раніше C77) прямує від Гілгіла в окрузі Накуру до Маралалу через Румуруті в окрузі Лайкіпія. У липні 2017 року президент Кенії також розпочав роботу по асфальтованій дорозі Наїбор—Кісіма—Маралал.
Найближчий аеропорт - аеропорт Кісіма, розташований у сусідньому селі Кісіма.

## Релігія
Місто є центром однойменної католицької єпархії.

## Пам'ятки
У цьому місті знаходиться Дім Кеніати, де відбував покарання перший прем'єр-міністр в 1963—1964 і президент Кенії в 1964—1978 роках, «батько кенійської нації» Джомо Кеніата до звільнення. Цей досить невимогливий сучасний будинок займає значне місце в історії сучасної Кенії.